# Mangerr
Mangerr är ett utdött australiskt språk. Mangerr talades i Norra territoriet. Mangerr tillhörde giimbiyuspråken.